# Hypopyon
Een hypopyon is een etterige opeenhoping in de voorste oogkamer (de ruimte tussen de achterzijde van het hoornvlies en de iris). Deze aandoening komt voor bij infecties in het oog zoals bij iritis, iridocyclitis en endoftalmitis.